# Велика награда Сједињених Америчких Држава 2005.
Велика награда Сједињених Америчких Држава 2005. године је била једна од најспорнијих трка у новијој историји Формуле 1. Одржана је 19. јуна 2005. године на аутомобилској стази у Индијанаполису, у америчкој савезној држави Индијани. То је била девета трка у светском шампионату Формуле 1 2005. године. Од свих 20 такмичара који су били пријављени за трку учествовало је само 6, и то они на чијим су се болидима налазили пнеуматици произвођача Бриџстоун. Били су то возачи тимова Ферари, Минарди и Џордан. Осталих 14 возача, на чијим болидима су се налазили пнеуматици произвођача Мишлен, одбили су да учествују у трци због недовољне безбедности за возаче на стази.
Након првог званичног тренинга који је одржан у петак, а током кога је велики број возача имао проблеме са пнеуматицима (од којих је најзначајнији био удес Ралфа Шумахера, возача Тојоте, у тзв. кривини „13”), произвођач пнеуматика Мишлен је обавестио све конструкторске тимове који користе његове пнеуматике да није безбедно да на недељној трци користе пнеуматике предвиђене за текућу сезону Формуле 1. Ова изјава званичника Мишлена била је изненађујућа за познаваоце аутомобилског спорта, првенствено због тога што је Мишлен у Формули 1 учествовао још од 2001. године. Ситуацију су још више погоршавала нова правила у Формули 1, установљена те године, по којима је изричито забрањено мењање типа пнеуматика током трке.
Међународна аутомобилска организација, највише званично управљачко тело Формуле 1, одбила је компромисни предлог Мишлена да део стазе где се налазила кривина „13” доживи одређене техничке преправке. Као главни разлог одбијања овог предлога, ФИА је навела да би то било веома неправично према возачима који користе пнеуматике произвођача Бриџстон, као и да би техничка промена стазе у последњем тренутку свакако довела до повећања могућности судара током трке. Незадовољни одговором Међународне аутомобилске организације, а у немогућности да остваре компромисно решење, конструкторски тимови који користе Мишленове пнеуматике одлучили су да не учествују у недељној трци.
Од 6 возача који су учествовали у трци, возач Ферарија, Михаел Шумахер, успео је да освоји прво место. То је довело до промене у генералном пласману возача, па се тако Шумахер нашао на трећој позицији. Са лако освојених 18 поена из ове трке тим Ферарија се нашао на трећем месту у генералном пласману конструктора. Спорни детаљи који су обележили ову трку створили су огроман негативан публицитет Формули 1, нарочито у Сједињеним Америчким Државама, тржишту на којем у претходних 20 година Формула 1 није остваривала запажене резултате.

## Спорни детаљи пре трке

### Проблеми са Мишленовим пенуматицима
Током званичног тренинга који је одржан у петак, 17. јуна 2005. године, возач Тојоте, Ралф Шумахер, доживео је тежак удес у тзв. кривини „13”, након што је леви предњи пнеуматик на његовом болиду потпуно отказао. Шумахер није био у стању да настави такмичење, тако да је уместо њега за квалификације и трку пријављен тест-возач Тојоте, Бразилац Рикардо Зонта. Ралф Шумахер је и 2004. године доживео удес у истој кривини, али тада у болиду тима Вилијамс. Кривина „13” на аутомобилској стази у Индијанаполису је јединствена у Формули 1. То је кривина која је са обе стране заштићена специјалном оградом. Болиди се кроз ову кривину крећу веома великом брзином, што доводи до стварања притиска у пнеуматицима који је већи од уобичајеног.
Званичници Мишлена су 18. јуна издали званично саопштење у коме се наводи да нису могли да утврде због чега су пнеуматици на болидима седам конструкторских тимова (БАР, Макларен, Ред бул, Рено, Тојота, Заубер и Вилијамс) отказали у овој кривини. У саопштењу је такође истакнуто да ће возачи званичне квалификације возити са истим типом пнеуматика који је коришћен и за Велику награду Шпаније текуће године. Међутим, током званичних квалификација се испоставило да и овај тип пнеуматика ствара проблем возачима у кривини „13”.

### Преписка Мишлена и Међународне аутомобилске организације
У писму које су 18. јуна званичници Мишлена, Пјер Дупаскје и Ник Шорок, упутили текничком директору Међународне аутомобилске организације, Чарлију Војтингу, наводи се да није утврђен тачан разлог отказивања пнеуматика на болиду Ралфа Шумахера. Посебно је наглашено да, уколико не дође до смањења брзине у кривни „13”, Мишлен може да гарантује сигурност својих пнеуматика за највише 10 кругова. Војтинг је послао званичан одговор у недељу, 19. јуна, истичући своју изненађеност чињеницом да Мишлен није успео да обезбеди одговарајуће пнеуматике за трку. Сугерисао је свим тимовима да њихови стручњаци сами треба да одреде максималну брзину којом возачи пролазе кроз кривину „13”. Војтинг је у свом писму посебно истакао да предлог о техничкој преправци дела стазе код кривине „13” уопште неће бити разматран, јер би, у случају да стаза доживи одређене преправке, недељна трка била скоро безначајна за возаче, због тога што се не би бодовала за текући шампионат. Закључујући своје писмо, Војтинг је укорио званичнике тимова који користе Мишленове пнеуматике, наводећи да су њихови предлози потпуно неправични према тимовима који користе Бриџстоунове пнеуматике.
У другом писму које су 19. јуна упутили Међународној аутомобилској организацији, Дупаскје и Шорок су потврдили да тимовима који користе Мишленове пнеуматике неће дозволити да у недељној трци учествују са истим пнеуматицима које су користили током квалификација. Војтинг је у кратком писменом одговору поново истакао да никакве техничке преправке стазе неће бити дозвољене, а као компромисно решење је навео чињеницу да ће, уколико званични судија на трци потврди да су услови за вожњу небезбедни, тимови моћи неколико пута током трке да мењају типове пнеуматика.

### Покушај остваривања компромисног решења
Пол Стодарт, власник Минардија, једног од три тима који су користили Бриџстоунове пнеуматике, објавио је на конференцији за штампу одржаној у среду, 22. јуна 2005. године, све детаље који су претходили недељној трци. На дан трке, 19. јуна у 10 часова пре подне, одржан је састанак коме су присуствовали: Тони Џорџ, директор аутомобилске стазе у Индијанаполису, два највиша представника Мишлена, Берни Еклстон, извршни директор Међународне аутомобилске организације и званичници свих тимова. Сви позвани су се одазвали састанку изузев Жана Тода, техничког директора Ферарија.
Према Стодартовим наводима, састанак је имао следећи ток: званичници Мишлена су остали при својим ставовима да пнеуматици који су коришћени у квалификацијама не обезбеђују потпуну сигурност за возаче током трке. Позвали су представнике тимова који користе Бриџстоунове пнеуматике да пристану на предлог који се тиче техничке преправке кривине „13”. Сви присутни су одбили предлог Међународне аутомобилске организације о ограничењу брзине приликом уласка у кривину „13”, због опасности од удеса. Такође су одбили и предлог да возачи на сваких десет кругова одлазе у пит-стоп, истичући да је техничка преправка кривине „13” једино право решење проблема. Убрзо су послали инструкције званичницима стазе који су били задужени за техничке преправке. На састанку је донет закључак да Берни Еклстон одржи консултације са Жаном Тодом, који није био присутан на састанку, као и са Максом Мозлијем, председником Међународне аутомобилске организације, који се налазио у Уједињеном Краљевству.
Еклстон се у 10 часова и 55 минута пре подне вратио на састанак и све присутне обавестио да се Тод не слаже са техничким преправкама кривине „13”, наводећи да је то проблем који ФИА и Мишлен треба да реше између себе. У тренуцима када је Стодарт на конференцији за штампу објављивао ове податке, Тод је већ био демантовао да су га учесници састанка консултовали, истичући да се, ако би га ипак консултовали, не би сложио са техничком преправком кривине „13”. Непосредно након Стодартове конференције за штампу, Еклстон је изјавио „да му је Мозли у телефонском разговору потврдио да ће отказати трку, уколико дође до техничког преправљања стазе”.

### План званичника конструкторских тимова
Сви учесници састанка су, према Стодартовим речима, наставили да износе алтернативне предлоге. Неки од предлога били су да се одржи трка која се не би бодовала за светски шампионат, затим да се вози трка у којој возачи са Мишленовим пнеуматицима не би освојили бодове, па чак и да се одржи трка у којој би само болиди са Мишленовим пнеуматицима користили преправљени део кривине „13”. На крају састанка је већина дошла до закључка да је најбоље решење да се изврши техничка преправка кривине „13”, као и да се одржи трка која се не би бодовала за светски шампионат. Знајући да ће ФИА без размишљања одбити овакав предлог, група која је донела закључке одлучила је да за будућу трку постави новог техничког директора као и новог возача безбедносног возила. Свим тимовима који су користили Мишленове пнеуматике прослеђене су инструкције чији је главни циљ био да возачи прихвате да учествују у трци која се неће бодовати за светски шампионат.
Инструкције и план за одржавање трке су убрзо прослеђени свим возачима. У погледу реакције возача на план нове трке, Стодарт је на конференцији за новинаре истакао следеће: „Не могу са сигурношћу да тврдим да су сви возачи имали намеру да прихвате предлог, али сам зато потпуно уверен да ниједан возач није био против идеје о одржавању трке”. Возачи Ферарија нису износили у јавност своје мишљење, препуштајући одлуку Тоду, који није био присутан на састанку. Званичници девет конструкторских тимова су донели закључак да њихови тимови неће учествовати у трци уколико се не створе услови који су у интересу спорта.
Након краће паузе, група која је предложила план нове трке окупила се у Еклстоновом кабинету, како би заједно са Флавијом Бријатореом, директором Реноа, покушала да ступи у контакт са Максом Мозлијем. Мозли је без размишљања одбио све предлоге групе, а према изјавама појединих чланова групе који су били присутни у Еклстоновом кабинету Мозли је потврдио „да ће о овим немилим догађајима обавестити господина Мартина, највишег представника Међународне аутомобилске организације у Сједињеним Америчким Државама. Уколико се буде одржала трка која се не би бодовала за светски шампионат или уколико би дошло до техничке преправке кривине 13, аутомобилски спорт у Сједињеним Америчким Државама ће бити у великој опасности”, навео је Мозли. Истог дана када је Стодарт одржао конференцију за штампу, ФИА је издала званично саопштење у коме де демантује да је ове речи Мозли икада изговорио.
Након исцрпљујуће дискусије, директори тимова који користе Мишленове пнеуматике, Стодарт, Берни Еклстон, али не и директор Џордана Колин Колс, одлучили су да возачи који користе Мишленове пнеуматике возе само круг за загревање, али и да не учествују у трци. На Стодартово питање упућено Колсу у погледу учествовања Џорданових возача у недељној трци, Колс је одговорио да је после дугог размишљања одлучио да промени своју одлуку, што је значило да ће возачи Џордана учествовати у недељној трци. Колс је нарочито нагласио да би неучествовање Џорданових возача у трци повукло озбиљне санкције према том тиму, који је имао веома успешну пословну сарадњу са Максом Мозлијем. На самом крају састанка и Стодарт је одлучио да возачи његовог тима учествују у трци, али се обавезао да ће их повући са трке уколико оба возача тима Џордан одустану пре циља.

## Извештај са трке
На старту трке свих 20 болида је било распоређено на стартне позиције, на основу резултата из званичних квалификација. Након што је Чарли Војтинг дао знак за почетак круга за загревање, свих 20 болида се умереном брзином кретало стазом. На изласку из кривине „13”, сви возачи који су користили Мишленове пнеуматике одвезли су своје болиде у пит-стоп, одбијајући тако да учествују у трци.
Одустајање свих возача који су користили Мишленове пнеуматике изазвало је огромно негодовање публике, која у првом тренутку није могла да разазна прави разлог одласка болида у пит-стоп на самом почетку трке. Трка се убрзо претворила у дуел два возача Ферарија, иза њих су се на 3. и 4. позицији нашли возачи Џордана, Тијаго Монтеиро и Нараин Картикејан, док су далеко иза њих возачи Минардија, Кристијан Алберс и Патрик Фризакер имали великих проблема да заврше трку.
Кристијан Алберс је био једини возач који је у пит-стоп одлазио три пута, док су сви остали возачи то учинили два пута. Једине две промене на водећој позицији догодиле су се најпре у 26. кругу, када је Барикело успео да надокнади заостатак од 32 секунде током Шумахеровог одласка у пит-стоп, а затим и у 51. кругу, када је Шумахер у кривини „1” успео да претекне Барикела, изазвавши притом удес. Барикело се убрзо вратио на стазу, а његова 2. позиција није била угрожена. Возачи Минардија и Џордана успели су да освоје прве поене у текућем шампионату. Поени које је освојио Картикејан били су први поени једног индијског возача у Формули 1. Ово је такође била последња трка у којој су возачи Минардија успели да освоје поене.
На церемонији доделе награда, на којој није био присутан ниједан од предвиђених званичника, возачи Ферарија су погнутих глава примили признања и одмах потом напустили церемонију. На победничком постољу је једини остао Тијаго Монтеиро, који је прослављао први освојени подијум за једног португалског возача.

## Последице
Победа коју је Шумахер остварио била је његова једина у 2005. години. На тај начин Шумахер је прекинуо најдужи низ трка у којима није победио. Захваљујући победи, Шумахер се нашао на трећем месту у генералном пласману возача, док је Рубенс Барикело, освојивши 2. позицију, заузео 4. место у генералном пласману возача. Након ове трке, БАР је остао једини конструкторски тим који није успео да освоји поене у текућој сезони.
У интервјуу који је дао британској телевизијској мрежи ИТВ непосредно пред старт трке, Берни Еклстон је описао будућност аутомобилског спорта у Сједињеним Америчким Државама веома неизвесном. „Да будем искрен према вама, мислим да немили догађаји нису последица грешака које су начинили званичници тимова”, истакао је Еклстон.
Многи бивши возачи Формуле 1 оценили су ову трку највећом фарсом у историји аутомобилског спорта, постављајући питање да ли ће се Велика награда Сједињених Америчких Држава убудуће одржавати. Посебно је била занимљива изјава Дејвида Култарда који је истакао „да постоји мала вероватноћа да ће трка у Индијанаполису и следеће године бити одржана”. Већина возача је као главни узрок немилих догађаја истакла неслагања тимова и Макса Мозлија у претходном периоду, истичући Мозлијеву намеру о формирању такмичења које би било алтернатива Формули 1.
Власник Минардија, Пол Стодарт, изјавио је непосредно после трке да је свих девет тимова, изузев Ферарија, одлучило да не учествује у трци. Истакао је да ни возачи Минардија не би учествовали у трци, да званичници Џордана нису своју одлуку променили у последњем тренутку. У својој дужој изјави, коју је прочитао током конференције за штампу, Стодарт је изразио жаљење због гледалаца који су купили карте, а нису могли да уживају у чарима аутомобилског спорта. Такође је затражио оставку Макса Мозлија на место председника Међународне аутомобилске организације.

## Класификација

### Квалификације
| Поз.   | Бр. | Возач              | Конструктор       | Круг     | Заос.  |
| ------ | --- | ------------------ | ----------------- | -------- | ------ |
| 1      | 16  | Јарно Трули        | Тојота            | 1:10,625 | —      |
| 2      | 9   | Кими Рејкенен      | Макларен—Мерцедес | 1:10,694 | +0,069 |
| 3      | 3   | Џенсон Батон       | БАР—Хонда         | 1:11,277 | +0,652 |
| 4      | 6   | Ђанкарло Физикела  | Рено              | 1:11,290 | +0,665 |
| 5      | 1   | Михаел Шумахер     | Ферари            | 1:11,369 | +0,744 |
| 6      | 5   | Фернандо Алонсо    | Рено              | 1:11,380 | +0,755 |
| 7      | 2   | Рубенс Барикело    | Ферари            | 1:11,431 | +0,806 |
| 8      | 4   | Такума Сато        | БАР—Хонда         | 1:11,497 | +0,872 |
| 9      | 7   | Марк Вебер         | Вилијамс-БМВ      | 1:11,527 | +0,902 |
| 10     | 12  | Фелипе Маса        | Заубер-Petronas   | 1:11,555 | +0,930 |
| 11     | 10  | Хуан Пабло Монтоја | Макларен—Мерцедес | 1:11,681 | +1,056 |
| 12     | 11  | Жак Вилнев         | Заубер-Petronas   | 1:11,691 | +1,066 |
| 13     | 17  | Рикардо Зонта      | Тојота            | 1:11,754 | +1,129 |
| 14     | 15  | Кристијан Клиен    | Ред бул-Cosworth  | 1:12,132 | +1,507 |
| 15     | 8   | Ник Хајдфелд       | Вилијамс—БМВ      | 1:12,430 | +1,805 |
| 16     | 14  | Дејвид Култард     | Ред бул-Cosworth  | 1:12,682 | +2,057 |
| 17     | 18  | Тијаго Монтеиро    | Џордан—Тојота     | 1:13,462 | +2,837 |
| 18     | 21  | Кристијан Алберс   | Минарди-Cosworth  | 1:13,632 | +3,007 |
| 19     | 19  | Нараин Картикејан  | Џордан—Тојота     | 1:13,776 | +3,151 |
| 20     | 20  | Патрик Фризакер    | Минарди           | 1:14,494 | +3,869 |
| Извор: |     |                    |                   |          |        |

### Трка
| Пласман | Бр. | Возач              | Конструктор | Кругова | Време/ Одустао | Квалификације | Поени |
| ------- | --- | ------------------ | ----------- | ------- | -------------- | ------------- | ----- |
| 1       | 1   | Михаел Шумахер     | Ферари      | 73      | 1:29:43,181    | 5             | 10    |
| 2       | 2   | Рубенс Барикело    | Ферари      | 73      | +1,500         | 7             | 8     |
| 3       | 18  | Тијаго Монтеиро    | Џордан      | 72      | +1 круг        | 17            | 6     |
| 4       | 19  | Нараин Картикејан  | Џордан      | 72      | +1 круг        | 19            | 5     |
| 4       | 21  | Кристијан Алберс   | Минарди     | 71      | +2 круга       | 18            | 4     |
| 6       | 20  | Патрик Фризакер    | Минарди     | 71      | +2 круга       | 20            | 3     |
| НС      | 16  | Јарно Трули        | Тојота      | 0       | —              | 1             | —     |
| НС      | 9   | Кими Раиконен      | Макларен    | 0       | —              | 2             | —     |
| НС      | 3   | Џенсон Батон       | БАР         | 0       | —              | 3             | —     |
| НС      | 6   | Ђанкарло Физикела  | Рено        | 0       | —              | 4             | —     |
| НС      | 5   | Фернандо Алонсо    | Рено        | 0       | —              | 6             | —     |
| НС      | 4   | Такума Сато        | БАР         | 0       | —              | 8             | —     |
| НС      | 7   | Марк Вебер         | Вилијамс    | 0       | —              | 9             | —     |
| НС      | 12  | Фелипе Маса        | Заубер      | 0       | —              | 10            | —     |
| НС      | 10  | Хуан Пабло Монтоја | Макларен    | 0       | —              | 11            | —     |
| НС      | 11  | Жак Вилнев         | Заубер      | 0       | —              | 12            | —     |
| НС      | 17  | Рикардо Зонта      | Тојота      | 0       | —              | 13            | —     |
| НС      | 15  | Кристијан Клиен    | Ред бул     | 0       | —              | 14            | —     |
| НС      | 8   | Ник Хајдфелд       | Вилијамс    | 0       | —              | 15            | —     |
| НС      | 14  | Дејвид Култард     | Ред бул     | 0       | —              | 16            | —     |
| Извор:  |     |                    |             |         |                |               |       |

- Напомена: У првој колони су, поред тројице првопласираних, зеленом бојом означени возачи који су такође освојили бодове, док су црвеном бојом означени возачи који нису стартовали на трци.

### Поредак у шампионату наокон трке
| * | Возач           | Поени |
| - | --------------- | ----- |
| 1 | Фернандо Алонсо | 59    |
| 2 | Кими Раиконен   | 37    |
| 3 | Михаел Шумахер  | 34    |
| 4 | Рубенс Барикело | 29    |
| 5 | Јарно Трули     | 27    |

| * | Тим      | Поени |
| - | -------- | ----- |
| 1 | Рено     | 76    |
| 2 | Макларен | 63    |
| 3 | Ферари   | 63    |
| 4 | Вилијамс | 47    |
| 5 | Тојота   | 15    |

| * | Држава  | Поени |
| - | ------- | ----- |
| 1 | Немачка | 79    |
| 2 | Шпанија | 63    |
| 2 | Италија | 45    |
| 4 | Финска  | 37    |
| 5 | Бразил  | 36    |

- Напомена: Само пет првопласираних приказани су у све три категорије.